# Game (album, Perfume)
Game je debutové studiové hudební album japonské dívčí skupiny Perfume, které bylo vydáno 16. dubna 2008. Album hned po vydání dominovalo několika japonským (hlavně týdenním) žebříčkům. Skupina k albu uspořádala i turné.

## Obsazení
- Ayano Ōmoto – hlavní zpěv, doprovodné vokály
- Ayaka Nishiwaki – hlavní zpěv, doprovodné vokály
- Yuka Kashino – hlavní zpěv, doprovodné vokály
- Yasutaka Nakata – skladatel písní, producent

## Seznam skladeb
1. Polyrhythm - 4:10
2. Plastic Smile - 4:36
3. Game - 5:06
4. Baby Cruising Love - 4:42
5. Chocolate Disco - 3:46
6. Macaroni - 4:40
7. Ceramic Girl - 4:35
8. Take Me Take Me - 5:28
9. Secret Secret - 4:58
10. Butterfly - 5:42
11. Twinkle Snow Powdery Snow - 3:50
12. Puppy Love - 4:32

### Singly
Singly z alba Game

1. „Fan Service (Sweet)“
Vydáno: 14. února 2007
2. „Polyrythm“
Vydáno: 12. září 2007
3. „Baby Cruising Love / Macaroni“
Vydáno: 16. ledna 2008

## Certifikace
| Stát     | Certifikace | Počet prodaných nosičů |
| -------- | ----------- | ---------------------- |
| Japonsko | 2× Platina  | 500 000                |

## Umístění v žebříčcích
| Žebříček                                  | Typ žebříčku | Pozice |
| ----------------------------------------- | ------------ | ------ |
| Japan Daily Albums Chart (Oricon)         | denní        | 1      |
| Japan Weekly Albums Chart (Oricon)        | týdenní      | 1      |
| Japan Monthly Albums Chart (Oricon)       | měsíční      | 4      |
| Japan Weekly Albums Chart (Billboard)     | týdenní      | 2      |
| Japan Yearly Albums Chart (2008) (Oricon) | roční        | 23     |
| Japan Yearly Albums Chart (2009) (Oricon) | roční        | 144    |